# Чемпионат России по волейболу среди женщин 2002/2003
12-й чемпионат России по волейболу среди женских команд суперлиги проходил с 8 октября 2002 по 6 апреля 2003 года. Чемпионский титул в 12-й раз подряд выиграла «Уралочка»-НТМК.

## Регламент турнира
В суперлиге принимали участие 13 команд. Соревнования проводились в три этапа — 1-й, 2-й и финальный (плей-офф). Сначала состоялись игры 1-го этапа туровой системе с участием 12 команд. На 2-м этапе 7 лучших и «Уралочка»-НТМК (освобождённая от игр на 1-м этапе первенства) по разъездному календарю определили четвёрку команд, продолживших борьбу за медали. Финальный этап прошёл по системе «финала четырёх». Команды, занявшие на 1-м этапе 8-12 места на 2-м этапе с учётом результатов игр между собой на предыдущей стадии розыгрыша в двухкруговом турнире по разъездному календарю спаренными матчами разыграли места с 9-го по 13-е.
За победу команды получали 2 очка, за поражение — 1, за неявку — 0. При равенстве очков у двух и более команд расстановка определялась по соотношению выигранных и проигранных партий во всех матчах. В заявку на матч разрешалось заявлять 12 волейболисток, в том числе одного либеро. Количество иностранных игроков в команде должно быть не более двух.

## Суперлига

### 1-й этап
8 октября — 27 декабря 2002
| М  | Команда                               | 1       | 2       | 3       | 4       | 5       | 6       | 7       | 8       | 9       | 10      | 11      | 12      | И  | В  | П  | С/П   | О  |
| -- | ------------------------------------- | ------- | ------- | ------- | ------- | ------- | ------- | ------- | ------- | ------- | ------- | ------- | ------- | -- | -- | -- | ----- | -- |
| 1  | «Университет» Белгород                |         | 3:0 0:3 | 3:0 3:1 | 3:2 1:3 | 3:1 3:0 | 3:1 1:3 | 3:1 1:3 | 3:0     | 3:0 3:1 | 3:1 3:0 | 3:0 2:3 | 3:0     | 22 | 17 | 5  | 56:23 | 39 |
| 2  | Балаковская АЭС Балаково              | 0:3 3:0 |         | 3:0 3:2 | 3:0 1:3 | 1:3 2:3 | 3:2 3:1 | 2:3 3:2 | 3:1     | 3:0 3:1 | 3:0 3:1 | 3:0     | 3:0 3:1 | 22 | 17 | 5  | 57:27 | 39 |
| 3  | «Факел» Новый Уренгой                 | 0:3 1:3 | 0:3 2:3 |         | 3:0 3:2 | 3:0 3:1 | 3:2 2:3 | 3:1 3:2 | 3:0 3:1 | 2:3 3:0 | 3:1 3:0 | 3:2 3:0 | 3:1 3:0 | 22 | 16 | 6  | 55:31 | 38 |
| 4  | «Луч»-МГСУ Москва                     | 2:3 3:1 | 0:3 3:1 | 0:3 2:3 |         | 1:3 0:3 | 3:0 3:1 | 3:1     | 3:1     | 1:3 3:0 | 3:0     | 3:0 3:2 | 3:0     | 22 | 15 | 7  | 51:30 | 37 |
| 5  | «Стинол» Липецк                       | 1:3 0:3 | 3:1 3:2 | 0:3 1:3 | 3:1 3:0 |         | 2:3 3:1 | 0:3 3:1 | 0:3 3:0 | 3:0 3:1 | 3:1 3:0 | 3:2 3:0 | 3:0     | 22 | 15 | 7  | 49:31 | 37 |
| 6  | ЦСКА Москва                           | 1:3 3:1 | 2:3 1:3 | 2:3 3:2 | 0:3 1:3 | 3:2 1:3 |         | 1:3 3:1 | 1:3     | 3:0 3:1 | 3:2 2:3 | 3:2 3:0 | 3:0     | 22 | 11 | 11 | 46:44 | 33 |
| 7  | «Заречье-Одинцово» Московская обл.    | 1:3 3:1 | 3:2 2:3 | 1:3 2:3 | 1:3     | 3:0 1:3 | 3:1 1:3 |         | 0:3 1:3 | 3:0 3:2 | 3:1 2:3 | 3:2 3:0 | 3:0 3:2 | 22 | 11 | 11 | 46:44 | 33 |
| 8  | «Метар» Челябинск                     | 0:3     | 1:3     | 0:3 1:3 | 1:3     | 3:0 0:3 | 3:1     | 3:0 3:1 |         | 1:3 0:3 | 1:3 3:1 | 3:1 2:3 | 3:0 2:3 | 22 | 8  | 14 | 35:47 | 30 |
| 9  | «Тулица-Туламаш» Тула                 | 0:3 1:3 | 0:3 1:3 | 3:2 0:3 | 3:1 0:3 | 0:3 1:3 | 0:3 1:3 | 0:3 2:3 | 3:1 3:0 |         | 0:3 3:0 | 3:0     | 0:3 3:2 | 22 | 8  | 14 | 30:48 | 30 |
| 10 | «Аэрофлот-Уралтрансбанк» Екатеринбург | 1:3 0:3 | 0:3 1:3 | 1:3 0:3 | 0:3     | 1:3 0:3 | 2:3 3:2 | 1:3 3:2 | 3:1 1:3 | 3:0 0:3 |         | 3:2 0:3 | 3:1     | 22 | 7  | 15 | 29:54 | 29 |
| 11 | МГФСО Москва                          | 0:3 3:2 | 0:3     | 2:3 0:3 | 0:3 2:3 | 2:3 0:3 | 2:3 0:3 | 2:3 0:3 | 1:3 3:2 | 0:3     | 2:3 3:0 |         | 3:2 3:0 | 22 | 5  | 17 | 28:57 | 27 |
| 12 | ТТУ Санкт-Петербург                   | 0:3     | 0:3 1:3 | 1:3 0:3 | 0:3     | 0:3     | 0:3     | 0:3 2:3 | 0:3 3:2 | 3:0 2:3 | 1:3     | 2:3 0:3 |         | 22 | 2  | 20 | 16:62 | 24 |

### 2-й этап (1-8 места)
11 января — 29 марта 2003
| М | Команда                            | 1       | 2       | 3       | 4       | 5       | 6       | 7       | 8       | И  | В  | П  | С/П   | О  |
| - | ---------------------------------- | ------- | ------- | ------- | ------- | ------- | ------- | ------- | ------- | -- | -- | -- | ----- | -- |
| 1 | «Уралочка»-НТМК Свердловская обл.  |         | 3:0 3:2 | 3:2 3:0 | 3:0 3:2 | 3:0     | 3:0     | 3:0     | 3:0     | 14 | 14 | 0  | 42:6  | 28 |
| 2 | «Университет» Белгород             | 0:3 2:3 |         | 3:1 0:3 | 3:2     | 3:0     | 2:3 3:1 | 2:3 3:1 | 3:1 3:0 | 14 | 9  | 5  | 33:23 | 23 |
| 3 | Балаковская АЭС Балаково           | 2:3 0:3 | 1:3 3:0 |         | 3:0 3:1 | 3:0 2:3 | 3:1 1:3 | 0:3 3:0 | 3:1 2:3 | 14 | 7  | 7  | 29:24 | 21 |
| 4 | ЦСКА Москва                        | 0:3 2:3 | 2:3     | 0:3 1:3 |         | 3:2 3:0 | 3:1 3:2 | 3:2 3:0 | 1:3 3:1 | 14 | 7  | 7  | 29:29 | 21 |
| 5 | «Факел» Новый Уренгой              | 0:3     | 0:3     | 0:3 3:2 | 2:3 0:3 |         | 3:0 3:1 | 3:2 3:0 | 2:3 3:1 | 14 | 6  | 8  | 22:30 | 20 |
| 6 | «Стинол» Липецк                    | 0:3     | 3:2 1:3 | 1:3 3:1 | 1:3 2:3 | 0:3 1:3 |         | 3:0 1:3 | 3:2 3:1 | 14 | 5  | 9  | 22:33 | 19 |
| 7 | «Луч»-МГСУ Москва                  | 0:3     | 3:2 1:3 | 3:0 0:3 | 2:3 0:3 | 2:3 0:3 | 0:3 3:1 |         | 2:3 3:1 | 14 | 4  | 10 | 19:34 | 18 |
| 8 | «Заречье-Одинцово» Московская обл. | 0:3     | 1:3 0:3 | 1:3 3:2 | 3:1 1:3 | 3:2 1:3 | 2:3 1:3 | 3:2 1:3 |         | 14 | 4  | 10 | 20:37 | 18 |

### Финальный этап
Нижний Тагил

#### Квалификация
4 апреля 2003
Уралочка-НТМК — ЦСКА 3:1 (25:14, 25:18, 23:25, 25:16)
Университет — Балаковская АЭС 3:2 (13:25, 25:19, 25:17, 17:25, 15:11)

#### Полуфинал
5 апреля 2003
Уралочка-НТМК — Балаковская АЭС 3:0 (25:22, 25:15, 28:26)
Университет — ЦСКА 3:0 (27:25, 25:21, 25:17)

#### Матч за 3-е место
6 апреля 2003
Балаковская АЭС — ЦСКА 3:0 (25:23, 25:20, 25:21)

#### Финал
6 апреля 2003
Уралочка-НТМК — Университет 3:0 (25:17, 25:9, 25:16)
http://www.sport-express.ru/newspaper/2003-04-07/13_4/?view=page

### 2-й этап (9-13 места)
17 января — 29 марта 2003. Команды играли с разъездами в два круга спаренными матчами. Учитывались игры команд между собой на 1-м этапе чемпионата (их результаты выделены курсивом в верхних строках ячеек).
| М  | Команда                               | 9                       | 10                      | 11                      | 12                      | 13                      | И  | В  | П  | С/П   | О  |
| -- | ------------------------------------- | ----------------------- | ----------------------- | ----------------------- | ----------------------- | ----------------------- | -- | -- | -- | ----- | -- |
| 9  | «Тулица-Туламаш» Тула                 |                         | 3:0 3:0 3:2 2:3 3:0 3:0 | 3:1 3:0 1:3 2:3 3:0 2:3 | 0:3 3:0 3:0 3:0 3:0 3:1 | 0:3 3:2 3:1 3:1 2:3 3:1 | 24 | 17 | 7  | 60:28 | 41 |
| 10 | МГФСО Москва                          | 0:3 0:3 0:3 3:2 0:3 0:3 |                         | 1:3 3:2 3:1 3:0         | 2:3 3:0 1:3 3:2 3:2 3:0 | 3:2 3:0 2:3 3:2 3:0 3:0 | 24 | 14 | 10 | 49:45 | 38 |
| 11 | «Метар» Челябинск                     | 1:3 0:3 3:1 3:2 0:3 3:2 | 3:1 2:3 1:3 0:3         |                         | 1:3 3:1 1:3 0:3 3:1 3:0 | 3:0 2:3 3:2 3:2 3:0 3:0 | 24 | 13 | 11 | 49:46 | 37 |
| 12 | «Аэрофлот-Уралтрансбанк» Екатеринбург | 3:0 0:3 0:3 0:3 0:3 1:3 | 3:2 0:3 3:1 2:3 2:3 0:3 | 3:1 1:3 3:1 3:0 1:3 0:3 |                         | 3:1 3:1 0:3 3:0 3:1 3:1 | 24 | 11 | 13 | 40:48 | 35 |
| 13 | ТТУ Санкт-Петербург                   | 3:0 2:3 1:3 1:3 3:2 1:3 | 2:3 0:3 3:2 2:3 0:3 0:3 | 0:3 3:2 2:3 2:3 0:3 0:3 | 1:3 1:3 3:0 0:3 1:3 1:3 |                         | 24 | 5  | 19 | 32:63 | 29 |

«Аэрофлот-Уралтрансбанк» и ТТУ выбыли в высшую лигу «А».

### Итог

Уралочка-НТМК - чемпион России 2003

| 1. «Уралочка»-НТМК (Свердловская область) | 8. «Заречье-Одинцово» (Московская область)  |
| 2. «Университет» (Белгород)               | 9. «Тулица-Туламаш» (Тула)                  |
| 3. Балаковская АЭС (Балаково)             | 10. МГФСО (Москва)                          |
| 4. ЦСКА (Москва)                          | 11. «Метар» (Челябинск)                     |
| 5. «Факел» (Новый Уренгой)                | 12. «Аэрофлот-Уралтрансбанк» (Екатеринбург) |
| 6. «Стинол» (Липецк)                      | 13. ТТУ (Санкт-Петербург)                   |
| 7. «Луч»-МГСУ (Москва)                    |                                             |

### Команды и игроки
«Уралочка»-НТМК (Свердловская область)
Ольга Чуканова, Елизавета Тищенко, Наталья Сафронова, Анастасия Беликова, Екатерина Гамова, Ирина Тебенихина, Елена Плотникова, Елена Сенникова, Евгения Артамонова, Марина Шешенина, Ольга Фатеева.
Главный тренер — Николай Карполь.
 «Университет» (Белгород)
Светлана Левина, Александра Коруковец, Лариса Сычёва (Якунина), Елена Сычёва, Елена Сысунина, Галина Папазова, Елена Ежова (Кузьмина), Виктория Скиба, Светлана Пупынина, Ирина Ямпольская, Татьяна Прокопенко, Дарья Кулешова (Моравская).
Главный тренер — Раиса Попова.
 Балаковская АЭС (Балаково)
Светлана Акулова, Юлиана Киселёва, Лариса Шаманаева, Анна-Мириам Гансонре, Елена Гуменюк, Евгения Кузянина, Ольга Фадеева, Елена Савинова, Жанна Шумакова, Инесса Щербань, Наталья Василевич.
Главный тренер — Владислав Фадеев.
- ЦСКА (Москва)

Наталья Никифорова, Юлия Тарасова, Елена Константинова, Елена Гуськова (Бондаренко), Наталья Курносова, Ольга Морозова, Анна Зайко, Екатерина Чернова, Татьяна Семеняка (Буцкая), Ольга Жуковская, Ольга Рыжова, Анастасия Шмелёва.
Главный тренер — Леонид Зайко.
- «Факел» (Новый Уренгой)

Светлана Крылова, Екатерина Зимятова, Наталья Чумакова, Надежда Богданова, Анна Симонова, Эльвира Савостьянова, Алина Елизарова, Биляна Глигорович (Хорватия), Светлана Петрова, Марина Попкова, Виктория Степанищева, Ольга Коба, Полина Вергун (Украина).
Главный тренер — Михаил Омельченко.
- «Стинол» (Липецк)

Анастасия Щербакова, Наталья Воробьёва, Оксана Ковальчук, Анастасия Гуськова, Людмила Дробот, Мария Маслакова, Жанна Новикова, Александра Гулевская (Дзигалюк), Наталья Рощупкина, Юлия Петрянина, Мария Бородакова, Анна Арбузова, Виктория Бувайлик (Аванесова), Светлана Крючкова, Вера Улякина, Екатерина Певцова.
Главный тренер — Ришат Гилязутдинов.
- «Луч»-МГСУ (Москва)

Марина Егорова, Елена Лисовская, Юлия Ильина, Ольга Ильина, Наталья Ящук, Леся Махно, Екатерина Лобанова, Надежда Бурцева (Станкевич), Татьяна Свирина, Наталья Кривцова, Тамара Гузеева, Елена Литовченко.
Главный тренер — Вадим Кирьянов.
- «Заречье-Одинцово» (Московская область)

Анна Левченко, Ольга Филина, Юлия Меркулова, Наталья Мельникова, Ольга Адаменя, Ирина Голощапова, Людмила Игнатенко, Елена Ганшина, Евгения Загорец, Наталья Железнякова, Ольга Яковук.
Главный тренер — Павел Матиенко.
- «Тулица-Туламаш» (Тула)

Елена Маслова, Екатерина Леонова, Людмила Белкина, Лариса Мартынюк, Ирина Сухова, Ольга Рытова, Наталья Гладышева, Нина Ярзуткина, Екатерина Осичкина, Анастасия Цыбенко, Екатерина Старикова, Екатерина Пушкарская.
Главный тренер — Юрий Пастухов.
- МГФСО (Москва)

Мария Жадан, Екатерина Петухова, Анастасия Присягина, Нина Теницкая, Екатерина Бурыкина, Виктория Подкопаева, Ольга Сажина, Елена Пильникова, Наталья Амелина, Виктория Бравичева, Мария Минигулова.
Главный тренер — Леонид Березин.
- «Метар» (Челябинск)

Елена Целищева, Юлия Седова, Ольга Николаева, Татьяна Ализарова, Елена Литвинова, Елена Юрина, Анастасия Инкина, Екатерина Маргацкая, Ирина Бильмаер, Марина Акулова, Татьяна Козлова, Татьяна Гречко.
Главный тренер — Елена Волкова.
- «Аэрофлот-Уралтрансбанк» (Екатеринбург)

Кира Якимова, Елена Тюрина, Татьяна Горшкова, Анжела Гурьева, Наталья Морозова, Ирина Уютова, Александра Пролубникова, Ольга Подлесная, Оксана Солуянчева, Светлана Чеснокова.
Главный тренер — Николай Карполь.
- ТТУ (Санкт-Петербург)

Ирина Бестужева, Юлия Андрушко (Беларусь), Елена Бредникова, Юлия Щеглова, Мария Швед, Юлия Байлукова, Мария Храпунович, Светлана Волкова, Татьяна Орлова, Светлана Кряжева, Елена Шабаева, Анастасия Лебедева, Светлана Будревич.
Главный тренер — Евгений Сивков.

## Высшая лига «А»
Соревнования в высшей лиге «А» состояли из двух этапов — предварительного и финального. На предварительном этапе соревнования проводились в двух зонах — «Европа» и «Сибирь — Дальний Восток». В финальном этапе принимали участие 8 лучших команд из зоны «Европы» и 4 лучшие из зоны «Сибирь-Дальний Восток».

### Предварительный этап
В обоих зонах соревнования проводились по туровой системе (6 туров). По их итогам 8 лучших команд из зоны «Европы» и 4 лучшие из зоны «Сибирь-Дальний Восток» вышли в финальный этап высшей лиги «А». Остальные команды в своих зонах провели турниры за 9-12 («Европа») и 5-12 («Сибирь-Дальний Восток») места с учётом всех результатов, показанных на предварительном этапе.
| Зона «Европа» | Зона «Европа»                 | Зона «Европа» | Зона «Европа» | Зона «Европа» | Зона «Европа» | Зона «Европа» |
| М             | Команды                       | И             | В             | П             | С/П           | О             |
| ------------- | ----------------------------- | ------------- | ------------- | ------------- | ------------- | ------------- |
| 1             | «Динамо» (Московская область) | 22            | 21            | 1             | 65:19         | 43            |
| 2             | «Прометей» (Уфа)              | 22            | 20            | 2             | 63:13         | 42            |
| 3             | «Динамо» (Краснодар)          | 22            | 17            | 5             | 53:31         | 39            |
| 4             | «Искра» (Самара)              | 22            | 13            | 9             | 46:36         | 35            |
| 5             | «Ярославна-ТМЗ» (Тутаев)      | 22            | 12            | 10            | 46:40         | 34            |
| 6             | «Импульс» (Волгодонск)        | 22            | 11            | 11            | 45:42         | 33            |
| 7             | «Метар»-2 (Челябинск)         | 22            | 10            | 12            | 36:44         | 32            |
| 8             | «Надежда» (Серпухов)          | 22            | 9             | 13            | 35:40         | 31            |
| 9             | «Университет-Химмаш» (Пенза)  | 22            | 9             | 13            | 35:47         | 31            |
| 10            | «Дончанка» (Новочеркасск)     | 22            | 6             | 16            | 29:51         | 28            |
| 11            | «Экран» (Санкт-Петербург)     | 22            | 4             | 18            | 25:58         | 26            |
| 12            | КШВСМ-ТТУ (Санкт-Петербург)   | 22            | 0             | 22            | 9:66          | 22            |

| Зона «Сибирь - Дальний Восток» | Зона «Сибирь - Дальний Восток»  | Зона «Сибирь - Дальний Восток» | Зона «Сибирь - Дальний Восток» | Зона «Сибирь - Дальний Восток» | Зона «Сибирь - Дальний Восток» | Зона «Сибирь - Дальний Восток» |
| М                              | Команды                         | И                              | В                              | П                              | С/П                            | О                              |
| ------------------------------ | ------------------------------- | ------------------------------ | ------------------------------ | ------------------------------ | ------------------------------ | ------------------------------ |
| 1                              | «Самородок» (Хабаровск)         | 22                             | 21                             | 1                              | 63:5                           | 43                             |
| 2                              | «Енисеюшка» (Красноярск)        | 22                             | 19                             | 3                              | 60:20                          | 41                             |
| 3                              | «Ангара» (Иркутск)              | 22                             | 16                             | 6                              | 55:24                          | 38                             |
| 4                              | «Спутник» (Новосибирск)         | 22                             | 16                             | 6                              | 56:32                          | 38                             |
| 5                              | СКА «Забайкалка» (Чита)         | 22                             | 14                             | 8                              | 49:33                          | 36                             |
| 6                              | «Томичка-Динамо» (Томск)        | 22                             | 13                             | 9                              | 42:39                          | 35                             |
| 7                              | «Спартак» (Омск)                | 22                             | 12                             | 10                             | 44:36                          | 34                             |
| 8                              | «Старт-Саяны» (Зеленогорск)     | 22                             | 8                              | 14                             | 34:44                          | 30                             |
| 9                              | «Локомотив» (Иркутск)           | 22                             | 5                              | 17                             | 23:53                          | 27                             |
| 10                             | «Вертикаль»-ВГУЭС (Владивосток) | 22                             | 5                              | 17                             | 18:53                          | 27                             |
| 11                             | «Строитель» (Железногорск)      | 22                             | 2                              | 20                             | 15:60                          | 24                             |
| 12                             | «Университет» (Улан-Удэ)        | 22                             | 1                              | 21                             | 5:65                           | 23                             |

### Утешительный турнир
В обоих зонах соревнования проводились с 7 февраля по 13 апреля 2003 по туровой системе с учётом всех результатов, показанных командами на предварительноом этапе.
| Зона «Европа» (за 9-12 места) | Зона «Европа» (за 9-12 места) | Зона «Европа» (за 9-12 места) | Зона «Европа» (за 9-12 места) | Зона «Европа» (за 9-12 места) | Зона «Европа» (за 9-12 места) | Зона «Европа» (за 9-12 места) |
| М                             | Команды                       | И                             | В                             | П                             | С/П                           | О                             |
| ----------------------------- | ----------------------------- | ----------------------------- | ----------------------------- | ----------------------------- | ----------------------------- | ----------------------------- |
| 9                             | «Университет-Химмаш» (Пенза)  | 34                            | 16                            | 18                            | 60:67                         | 50                            |
| 10                            | «Дончанка» (Новочеркасск)     | 34                            | 14                            | 20                            | 56:68                         | 48                            |
| 11                            | КШВСМ-ТТУ (Санкт-Петербург)   | 34                            | 7                             | 27                            | 33:89                         | 41                            |
| 12                            | «Экран» (Санкт-Петербург)     | 36                            | 6                             | 28                            | 39:89                         | 40                            |

| Зона «Сибирь - Дальний Восток» (за 5-12 места) | Зона «Сибирь - Дальний Восток» (за 5-12 места) | Зона «Сибирь - Дальний Восток» (за 5-12 места) | Зона «Сибирь - Дальний Восток» (за 5-12 места) | Зона «Сибирь - Дальний Восток» (за 5-12 места) | Зона «Сибирь - Дальний Восток» (за 5-12 места) | Зона «Сибирь - Дальний Восток» (за 5-12 места) |
| М                                              | Команды                                        | И                                              | В                                              | П                                              | С/П                                            | О                                              |
| ---------------------------------------------- | ---------------------------------------------- | ---------------------------------------------- | ---------------------------------------------- | ---------------------------------------------- | ---------------------------------------------- | ---------------------------------------------- |
| 5                                              | СКА «Забайкалка» (Чита)                        | 36                                             | 26                                             | 10                                             | 85:48                                          | 62                                             |
| 6                                              | «Спартак» (Омск)                               | 36                                             | 24                                             | 12                                             | 83:44                                          | 60                                             |
| 7                                              | «Томичка-Динамо» (Томск)                       | 36                                             | 21                                             | 15                                             | 72:66                                          | 57                                             |
| 8                                              | «Старт-Саяны» (Зеленогорск)                    | 36                                             | 18                                             | 18                                             | 70:59                                          | 54                                             |
| 9                                              | «Вертикаль»-ВГУЭС (Владивосток)                | 36                                             | 11                                             | 25                                             | 39:81                                          | 47                                             |
| 10                                             | «Локомотив» (Иркутск)                          | 36                                             | 10                                             | 26                                             | 45:83                                          | 46                                             |
| 11                                             | «Строитель» (Железногорск)                     | 36                                             | 5                                              | 31                                             | 28:95                                          | 41                                             |
| 12                                             | «Университет» (Улан-Удэ)                       | 36                                             | 1                                              | 35                                             | 8:107                                          | 37                                             |

### Финальный этап
Соревнования проходили с 27 января по 13 апреля 2003 по туровой системе. Всего состоялось 6 туров. Результаты предварительного этапа не учитывались.
| М  | Команда                     | 1       | 2       | 3       | 4       | 5       | 6       | 7       | 8       | 9       | 10      | 11      | 12      | И  | В  | П  | С/П   | О  |
| -- | --------------------------- | ------- | ------- | ------- | ------- | ------- | ------- | ------- | ------- | ------- | ------- | ------- | ------- | -- | -- | -- | ----- | -- |
| 1  | «Самородок» Хабаровск       |         | 3:0     | 3:0     | 3:0 3:2 | 3:0     | 3:0 3:1 | 3:0     | 3:0 3:1 | 3:0     | 3:0     | 3:1     | 3:0     | 22 | 22 | 0  | 66:6  | 44 |
| 2  | «Динамо» Московская область | 0:3     |         | 3:1 3:0 | 3:2     | 3:0     | 3:1     | 3:1 3:2 | 3:1     | 1:3 0:3 | 3:1     | 3:0     | 3:0 3:1 | 22 | 18 | 4  | 55:27 | 40 |
| 3  | «Прометей» Уфа              | 0:3     | 1:3 0:3 |         | 3:1 3:0 | 3:0 3:1 | 3:1 3:0 | 3:1 1:3 | 3:1 1:3 | 1:3 2:3 | 3:1 3:0 | 0:3 3:0 | 3:0     | 22 | 13 | 9  | 45:33 | 35 |
| 4  | «Динамо» Краснодар          | 0:3 2:3 | 2:3     | 1:3 0:3 |         | 1:3 3:0 | 3:0     | 0:3 3:1 | 0:3 3:1 | 3:1 3:2 | 3:0 3:2 | 3:2 3:0 | 3:0 3:1 | 22 | 13 | 9  | 47:37 | 35 |
| 5  | «Импульс» Волгодонск        | 0:3     | 0:3     | 0:3 1:3 | 3:1 0:3 |         | 1:3 3:1 | 3:0 3:1 | 3:2 2:3 | 3:1 3:0 | 2:3 3:0 | 3:1 3:2 | 3:0 3:1 | 22 | 12 | 10 | 42:40 | 34 |
| 6  | «Ярославна-ТМЗ» Тутаев      | 0:3 1:3 | 1:3     | 1:3 0:3 | 0:3     | 3:1 1:3 |         | 3:0 3:2 | 1:3 3:1 | 3:0 2:3 | 3:1 3:0 | 3:1     | 3:0     | 22 | 11 | 11 | 41:40 | 33 |
| 7  | «Енисеюшка» Красноярск      | 0:3     | 1:3 2:3 | 1:3 3:1 | 3:0 1:3 | 0:3 1:3 | 0:3 2:3 |         | 3:2 0:3 | 3:1     | 3:1     | 3:2 3:1 | 3:1 3:0 | 22 | 11 | 11 | 41:44 | 33 |
| 8  | «Ангара» Иркутск            | 0:3 1:3 | 1:3     | 1:3 3:1 | 3:0 1:3 | 2:3 3:2 | 3:1 1:3 | 2:3 3:0 |         | 3:2 2:3 | 0:3 1:3 | 3:0 3:2 | 3:0 3:1 | 22 | 10 | 12 | 43:45 | 32 |
| 9  | «Спутник» Новосибирск       | 0:3     | 3:1 3:0 | 3:1 3:2 | 1:3 2:3 | 1:3 0:3 | 0:3 3:2 | 1:3     | 2:3 3:2 |         | 3:1 0:3 | 1:3 0:3 | 3:0     | 22 | 9  | 13 | 36:48 | 31 |
| 10 | «Искра» Самара              | 0:3     | 1:3     | 1:3 0:3 | 0:3 2:3 | 3:2 0:3 | 1:3 0:3 | 1:3     | 3:0 3:1 | 1:3 3:0 |         | 3:1 3:0 | 3:0 3:1 | 22 | 8  | 14 | 33:47 | 30 |
| 11 | «Надежда» Серпухов          | 1:3     | 0:3     | 3:0 0:3 | 2:3 0:3 | 1:3 2:3 | 1:3     | 2:3 1:3 | 0:3 2:3 | 3:1 3:0 | 1:3 0:3 |         | 3:1 3:0 | 22 | 5  | 17 | 30:53 | 27 |
| 12 | «Метар»-2 Челябинск         | 0:3     | 0:3 1:3 | 0:3     | 0:3 1:3 | 0:3 1:3 | 0:3     | 1:3 0:3 | 0:3 1:3 | 0:3     | 0:3 1:3 | 1:3 0:3 |         | 22 | 0  | 22 | 7:66  | 22 |

По итогам финального этапа «Самородок» (Хабаровск) и «Динамо» (Московская область) получили право на выступление в суперлиге в сезоне 2003—2004.

## Высшая лига «Б»
Итоговая расстановка
| «Европа»                  | «Сибирь-Дальний Восток»              |
| ------------------------- | ------------------------------------ |
| 1. «Мытищи»-МГОУ (Мытищи) | 1. «Лицей» (Юрга)                    |
| 2. «Трансэнерго» (Рязань) | 2. «Ангара»-2 (Иркутск)              |
| 3. «Олимпия» (Шуя)        | 3. «Томичка-Динамо»-2 (Томск)        |
| 4. ЦСКА-2 (Москва)        | 4. «Киселёвчанка» (Киселёвск)        |
| 5. «Каучук» (Стерлитамак) | 5. «Вертикаль»-ВГУЭС-2 (Владивосток) |
| 6. «Динамо» (Крымск)      | 6. СКА «Забайкалка»-2 (Чита)         |
| 7. «Стинол»-2 (Липецк)    |                                      |
| 8. «Экономист» (Казань)   |                                      |
| 9. МГФСО-2 (Москва)       |                                      |
| 10. «Искра»-2 (Самара)    |                                      |

## Первая лига
Итоговая расстановка
| 1. «Северсталь» (Череповец)    |
| 2. «Казаночка» (Казань)        |
| 3. «Тулица-Туламаш»-2 (Тула)   |
| 4. «Луч»-2 (Москва)            |
| 5. «Спарта» (Нижний Новгород)  |
| 6. «Университет»-2 (Белгород)  |
| 7. «Смолянка» (Смоленск)       |
| 8. «Анапа» (Анапа)             |
| 9. ОГУП ИМЗ (Ирбит)            |
| 10. СВС-«Воронеж» (Воронеж)    |
| 11. ПТИС-«Тольятти» (Тольятти) |